# ハワード・シダー
ハワード・ハイム・シダー（Howard Chaim Cedar, 1943年1月12日 - ）はユダヤ系アメリカ人の生化学者。遺伝子発現制御におけるDNAメチル化の研究で知られる。

## 経歴
ニューヨーク生まれ。1964年マサチューセッツ工科大学卒業、1970年ニューヨーク大学大学院修了。1971年から1973年までメリーランド州のアメリカ公衆衛生局で病理学部門の医療助手として勤務。
1973年からエルサレムのヘブライ大学医学部に移り、現在は発生生物学および癌研究部門の名誉教授。

## 受賞歴
- 1999年 イスラエル賞
- 2008年 ウルフ賞医学部門
- 2011年 ガードナー国際賞
- 2012年 ロスチャイルド賞
- 2013年 トムソン・ロイター引用栄誉賞
- 2016年 ルイザ・グロス・ホロウィッツ賞